# Walkie Talkie Man
Walkie Talkie Man er en single fra Punk-rockbandet Steriogram.